# LÉ Deirdre (P20)
LÉ Deirdre (P20) («Де́йрдре», в честь героини ирландской мифологии) — корабль ВМС Ирландии, служивший с 1972 по 2001 год.

## История
«Дейрдре» была построена на верфи Верхольм, графство Корк, как замена тральщикам типа «Тон». По сравнению с ними корабль имел увеличенную автономность и улучшенную мореходность, благодаря чему был способен нести службу в океане. 
В 2001 году корабль был продан на открытом аукционе за 190 тысяч ирландских фунтов при стартовой цене в 60 тысяч. Его приобрела английская яхтная компания Seastream International для переоборудования в чартерную яхту.